# Augustin Hamon
Pour les articles homonymes, voir Hamon.
Augustin Frédéric Adolphe Hamon, dit Augustin Hamon, né le 20 janvier 1862 à Nantes et mort le 3 décembre 1945 à Penvénan (Côtes-d'Armor), est un sociologue, journaliste, philosophe et résistant français, passé au cours de sa vie de l'anarchisme au socialisme et au communisme.
Il est, avec son épouse, le traducteur officiel de George Bernard Shaw et est considéré comme un des précurseurs de la psychologie sociale. Il signe beaucoup de ses écrits, Auguste Frédéric Hamon.

## Biographie

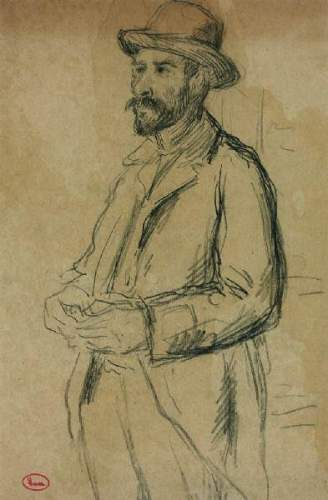
Augustin Hamon en 1886 dessiné par Maximilien Luce

Né à Nantes en 1862 d'Augustin Henri Hamon, ferblantier, et d'Henriette Duval, Augustin Hamon réalise ses études à Paris au lycée Condorcet. Ses premiers écrits, vers 1881, le montrent comme un amoureux de la Science, en particulier, de la physique et de la chimie et collabore à de nombreux périodiques de vulgarisation scientifique, français, italiens, britanniques et même polonais et américains. Il milite dans les milieux anarchistes se revendiquant comme "anarchiste-socialiste", et écrit ses premiers livres et édite de 1897 à 1903, L'Humanité nouvelle.

### Premiers écrits socialistes et antisémitisme
En 1889, il publie chez Savine (éditeur spécialisé dans la littérature antijuive), avec Georges Bachot, le livre antisémite "L'Agonie d'une société: Histoire d'aujourd'hui", qui se veut une dénonciation extrêmement violente de la "juiverie internationale" et de Alphonse de Rothschild. Ce livre souhaite selon les auteurs "porter un coup de plus aux financiers, aux possédants, aux exploiteurs juifs ou judaïsants" avec également une dimension exterminationiste ou encourageant aux pogroms. Ils écrivent que:
"Malgré leur or, ou plutôt à cause des fortunes qu'ils ont entassés, les juifs sont destinés à disparaître du sol européen. Le jour où la plèbe de l'Océan Atlantique à l'Oural, de la mer du Nord à la Méditerranée, se soulèvera dans une colère terrible contre les exploiteurs, les juifs ne trouveront aucun toit pour les abriter, aucun aryen pour les protéger. Ils jetteront leur or, source de tant de larmes, aux pieds des vengeurs, mais ce sera en vain! Qu'importe l'or ou l'argent, quand arrive le moment d'une vengeance si impatiemment attendue." 
ou encore que:
"Dans l'art, les youddis ne font que du commerce. Leur peinture, leur sculpture, leur musique, se vendent bien; mais n'ont qu'une valeur conventionnelle, qu'ils savent augmenter par une réclame bien faite. Aucune idée géniale n'a encore jailli du cerveau d'un Juif. Leur nature essentiellement positive s'oppose, d'ailleurs, à la naissance de toute idée nouvelle qui ne saurait rapporter de suite. À quoi leur servirait-il de se fatiguer l'esprit ? L'aryen n'est il pas là qui travaille et produit au profit du juif ? Cet accaparement de toutes les forces des nations par la race hébraïque ne peut être l'effet du hasard. Il faut qu'un même esprit dirige tous les membres de cette race, qu'une même direction soit donnée à leurs efforts, qu'une profonde solidarité les unissent tous; autrement ils n'auraient pu arriver aux résultats où ils sont parvenus."
Se déclarant "Socialiste et Antisémite" et se plaçant dans la continuité du "mouvement anti-juif créé par Toussenel et Tridon", il collabore en 1891 au journal antisémite "Le Peuple de Nantes" fondé par Raphaël Viau et conseille aux militants anarchistes dans une brochure, parue en 1893, et intitulée "Les Hommes et les théories de l'anarchie", la lecture des livres "d'Édouard Drumont, Auguste Chirac, Toussenel (...)". Aussi, il se prononce en faveur du Boulangisme car "la nation française éprouvait le besoin impérieux d'un nettoyage absolu" et que "le général s'est offert pour l'opérer". En 1990, il réalise, sous le pseudonyme de "Olivier Sepher", une recension du livre antisémite de Albert Regnard Aryens et Sémites dans lequel il voit "une arme nouvelle pour combattre le sémitisme réincarnation du bourgeoisisme". 

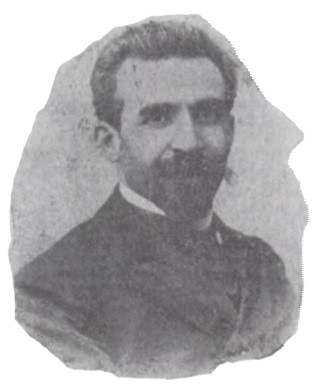
Augustin Hamon vers 1890.

En 1894, toujours avec Georges Bachot, Hamon rédige un roman inédit (jamais publié) dans lequel il imagine l'évolution de l'Europe après une révolution socialiste. Un épisode de l'ouvrage est notamment consacré aux juifs, épisode qui se termine par cette conclusion : exiler tous les juifs sur une île pour que, grâce à l'agriculture, ils puissent redevenir une race comme les autres.
Durant l'Affaire Dreyfus, il écrit, le 1er janvier 1895, dans La Cocarde (dirigée alors par Maurice Barrès), à laquelle il collaborait régulièrement, des "Réflexions sur la trahison". Se définissant comme "ni philosémite ni antisémite", il présente l'affaire comme étant dans l’ordre des choses, le militaire professionnel étant vicieux par nature. Il explique cependant que Dreyfus était pourtant différent de ses collègues en ce qu’il avait trahi pour de l’argent: "Là sans doute intervient l’influence de la race juive",. Même si par la suite son antisémitisme deviens plus "modéré", il fait, en 1899, une critique positive du livre "L'Aryano-Sémitisme" du socialiste, juriste Belge et théoricien de l'antisémitisme Edmond Picard qui affirme "qu'il n'y a pas antinomie entre "être socialiste" et "être antisémite" dans le sens exact et scientifique."

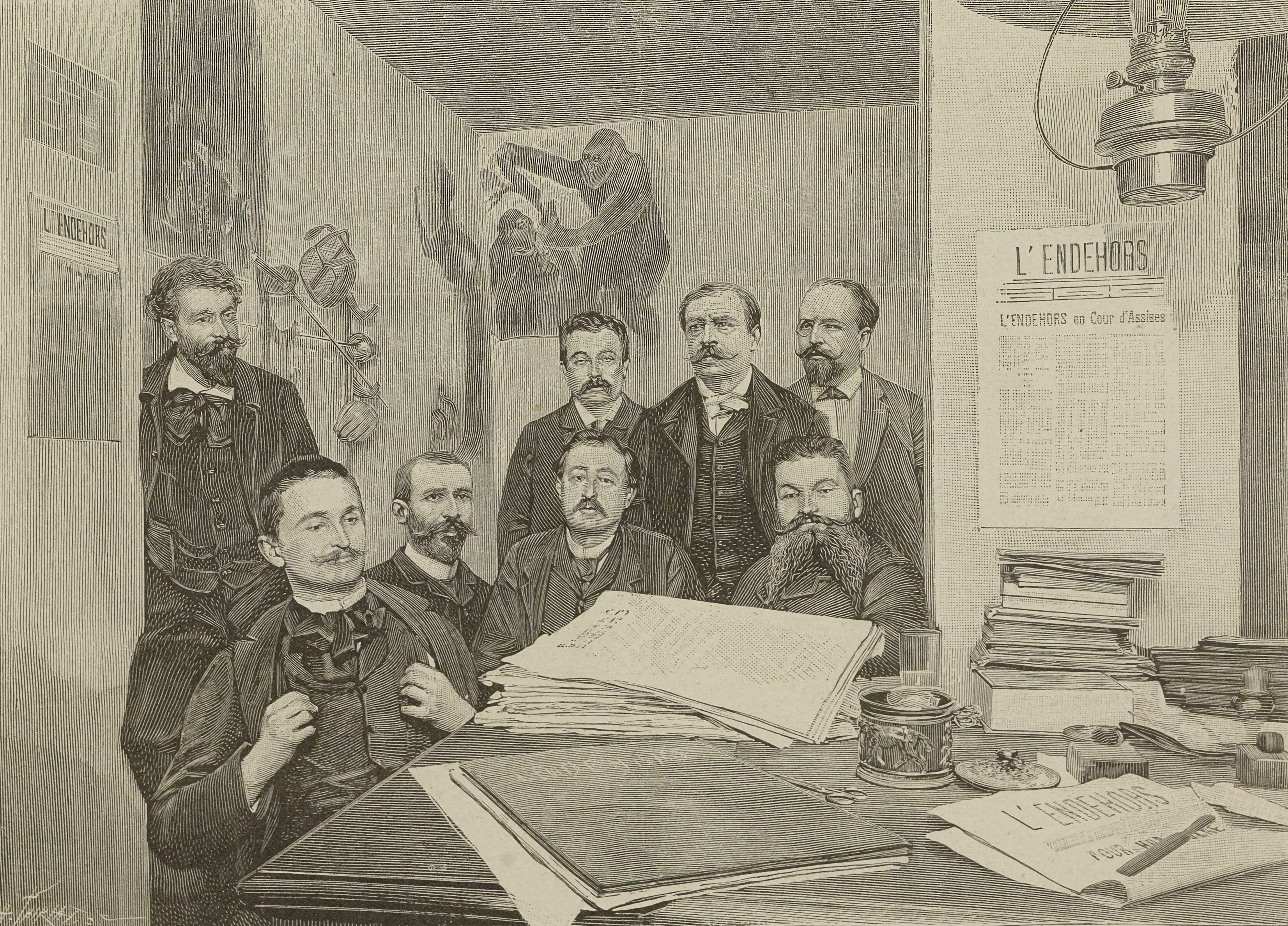
Augustin Hamon en 1894 (3ème en partant de la gauche) avec les membres de la rédaction du journal anarchiste L'Endehors.

### Installation en Bretagne et adhésion à la SFIO
En mars 1901, il épouse, à Bruxelles, Henriëtte Rynenbroeck, une Belge qui, maîtrisant parfaitement l'anglais sera, à ses côtés la traductrice de George Bernard Shaw pour la langue, lui-même s'intéressant plus à la manière d'exprimer la pensée. En 1904, il décide, pour des raisons financières, de s'établir à Port-Blanc, village dépendant de la commune de Penvénan. Il lui naît deux filles, Geneviève (née en 1905) et Maryvonne. Celle-ci ayant vécu sans être mariée avec Jean Painlevé, cela fut une matière à scandale dans un village d'esprit très conservateur. Son anticléricalisme et sa critique des aspects traditionnels de la vie religieuse en Bretagne, le firent surnommer "An Diaoul" (Le Diable, en breton) aussi bien dans les conversations que dans la presse locale. Par esprit de contradiction, il apposa le nom de Ty-an-Diaoul sur son habitation (La Maison du Diable). Ayant adhéré à la SFIO une fois installé, il devient parallèlement un dignitaire de la Franc-Maçonnerie et un adhérent à la Libre Pensée. Dès 1907, il est nommé responsable de la fédération des Côtes-du-Nord qui est alors faiblement influente dans une région dominée par la droite conservatrice.
Pendant la 1re guerre mondiale, n'étant pas mobilisable, il s'exile avec sa famille en Grande-Bretagne et, comme maître de conférence (lecturer), donne 13 cours à l'Université de Londres. Revenu en Bretagne et engagé dans les luttes politiques locales, et parfois isolé dans son parti, il est aussi le membre d'un réseau de correspondants à l'échelle de l'Europe.

### Durant l'Entre-deux guerres
En 1921, il reste à la SFIO après le Congrès de Tours et est une figure de la gauche de ce parti. Il est le rédacteur en chef de La Charrue Rouge, un bulletin politique local. Il se lie d'amitié avec Marcel Cachin, qui est originaire d'un village proche de chez lui, et s'enthousiasme pour la modernisation de l'URSS par le parti bolchévique, car la maîtrise planifiée du territoire hostile de la Sibérie le fascine. Cela l'amène à déclencher, en 1931, une violente polémique dans la presse locale, quand il organise la projection à destination des lycéens de Lannion, d'un documentaire de propagande sur la construction de la branche Sud du Transsibérien. La victoire électorale du Front populaire est l'occasion d'un regain de notoriété, grâce à sa stature d'écrivain politique antifasciste et pacifiste.

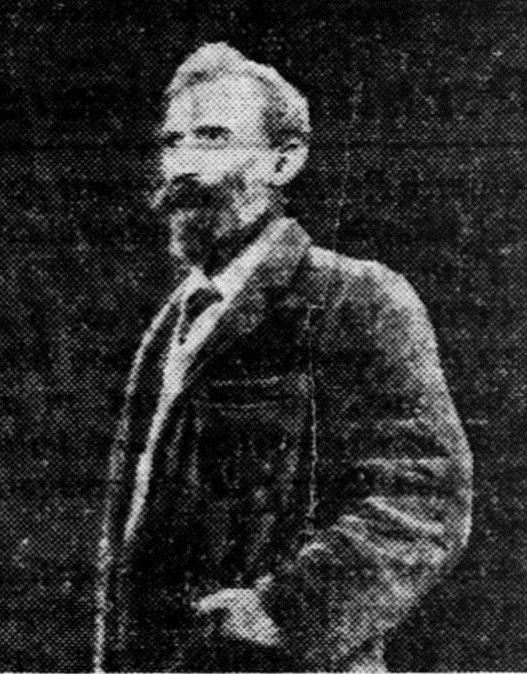
Augustin Hamon en 1933. Photographie publiée dans L'Ouest-Éclair, no 13357, 2 juin 1933, Paris, BnF.

Les ventes-saisies d'exploitations agricoles lui donnent l'occasion de mener des luttes contre les « accapareurs de la terre » avec d'autres militants d'extrême gauche. Son livre en trois volumes, Les Maîtres de la France (1936-1938), se veut une dénonciation des grandes fortunes capitalistes qui contrôlent censément l'économie et la politique. L'ouvrage remporte un succès de librairie en consolidant les mythes politiques du « mur d'argent » et des « deux cents familles » mis en avant par la SFIO et le parti communiste. Aussi, avec le groupe politique situé à gauche de la SFIO, il participe aux mobilisations antifascistes et apparaît alors comme proche du communisme. Il participe officiellement, avec sa fédération socialiste, au mouvement pacifiste Amsterdam-Pleyel, et se rend dans la ville néerlandaise pour y être nommé secrétaire, malgré les interdictions de l'Internationale socialiste. 
 

Pendant la guerre, il participe à la Résistance du côté des communistes, puis, adhère au Parti communiste français (PCF), l'année même de son décès en 1945.

## Un écrivain anarchiste et vulgarisateur et un précurseur de la psychologie sociale

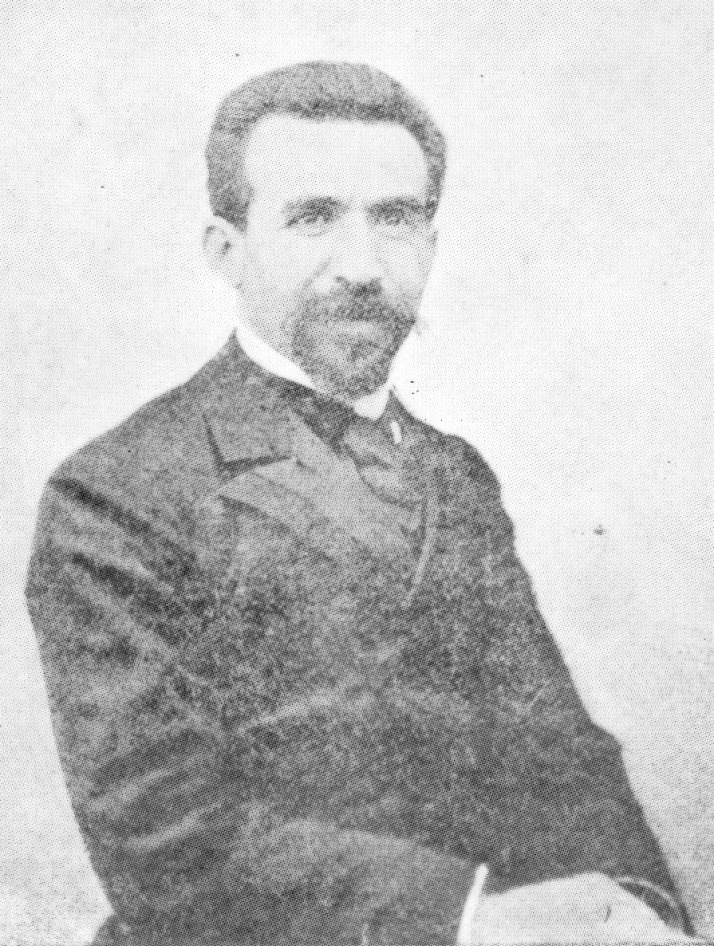
Augustin Hamon vers 1900.

Deux livres établiront sa réputation de sociologue s'intéressant aux ressorts psychologiques des différentes catégories de population et c'est pourquoi il est crédité d'avoir été l'un des fondateurs de la psychologie sociale en France. La psychologie sociale du militaire professionnel, parue en 1894, avec un succès réel, est une œuvre savante et bien documentée, bien que l'auteur se réfère à l'idéal libertaire qui a été à l'œuvre dans la Révolution française. Il met l'accent sur la criminalité significative, mais souvent occultée que l'on peut trouver dans la population étudiée. L'année précédente, alors que nul ne contestait que son département natal, la Loire-Inférieure ne fasse partie de la Bretagne, il s'intéresse aux croyances traditionnelles en vigueur dans celle-ci et les critique dans un article à La Revue socialiste.
La psychologie de l'anarchiste-socialiste est évidemment originale, puisque l'auteur fait partie de son sujet.
Si Charles Brunellière est plus proche des marxistes et intégrera son parti, la Fédération socialiste de Bretagne, dans la SFIO en 1905, Fernand Pelloutier, l'organisateur des bourses du Travail est plus proche de l'anarcho-syndicalisme. Sa fréquentation et celle de Pierre Kropotkine amènent le jeune Hamon vers l'anarchisme, qu'il voit comme une fraction du grand courant socialiste.
Il crée, en collaboration, L'Humanité nouvelle et doit faire un procès pour en obtenir le contrôle total, mais le journal s'arrête en 1903. Il se lie, par correspondance avec de nombreux penseurs et militants anarchistes et socialistes, parmi lesquels Pierre Kropotkine, Gustave Hervé, Émile Verhaeren, Laurence Jerrold, Karl Kautsky, Alexandra Kollontaï, Jean Longuet, Paul Lafargue, Malatesta, Jean Allemane, et aussi avec Winston Churchill, Émile Durkheim, Léon Tolstoï, Émile Zola et d'autres.
Il s'essaie aussi à la philosophie avec une étude sur le déterminisme, mène des enquêtes sur les motivations des crimes et des guerres et réfléchit sur l'articulation entre la Patrie et l'internationalisme.
En 1894-1895, il trouve plus prudent de quitter la France pour la Grande-Bretagne, à la suite du tumulte provoqué par les attentats de Caserio et y écrit pour des revues politiques locales.
Sa correspondance conservée en France et aux Pays-Bas ne comprend pas moins de 6 000 lettres à des dizaines de correspondants dans le monde. Ses deux filles ont légué ses archives, pour l'essentiel à l'Institut d'histoire sociale d'Amsterdam et secondairement à l'Université de Brest et au Centre d'histoire du travail, à Nantes.

## Citation
« Le caractère le plus important de toute mentalité anarchiste est l'Esprit de Révolte. Alors que cette tendance existe, latente, chez tous les hommes et s'atrophie le plus souvent sous l'influence des milieux, chez les anarchistes elle est, dès l'origine, très prononcée. Les milieux ne font que l'exacerber. » - Psychologie de l'anarchiste-socialiste, 1895.

## Ouvrages publiés
- Hygiène publique. Études sur les eaux potables et le plomb, Paris, A. Delahaye et E. Lecrosnier, 1884.
- Avec Georges Bachot :
  - L'Agonie d'une société : Histoire d'aujourd'hui, Albert Savine, 1889.
  - La France sociale et politique, A. Savine, 1890.
  - Ministère et Mélinite, A. Savine, 1891.
- La France sociale et politique (1891): deuxième année, A. Savine, 1892 (lire en ligne)
- Les hommes et les théories de l'anarchie, Paris, Bureau de « La Révolte », 1893.
- (en) (fr) On the definition of crime, Londres, Tochatti, 1893 ; Lyon / Paris, A. Storck et G. Masson, 1893.
- Survivances animiques et polythéiques en Bretagne, Paris, éd. Revue socialiste, 1893.
- Psychologie du militaire professionnel, Bruxelles, C. Rozez, 1894 ; rééd. augm., A. Savine, 1895.
- Psychologie de l'anarchiste-socialiste, Paris, P.-V. Stock, 1895 — sur Gallica.
- Patrie et Internationalisme, Paris, éd. Les Temps nouveaux, 1896.
- Un anarchisme, fraction du socialisme, 1896[réf. nécessaire]
- Le Socialisme et le congrès de Londres : étude historique, Paris, Stock, 1897.
- Déterminisme et responsabilité, Paris, Schleicher frères, 1898.
- (en) The Universal illusion of free will and criminal responsibility, Londres, The University Press, 1899.
- Une enquête sur la guerre et le militarisme, 1899, réimprimé en 1972.
- Le Congrès général des associations socialistes françaises, Paris, éd. de l'Humanité nouvelle, 1900.
- Socialisme et anarchisme : études sociologiques, préf. d'Alfred Naquet, Paris, E. Sansot et Cie, 1905.
- Situation politique en France, Gand, éd. de l'Humanité nouvelle, 1907.
- Bernard Shaw et ses traducteurs français, avec Henriette Hamon, Paris, A. Munier, 1908.
- (en) The twentieth century Molière: Bernard Shaw, 1911
- (en) The Technique of Bernard Shaw's plays, 1912
- Le Molière du XXe siècle, Bernard Shaw, Paris, Éditions Figuière, 1913.
- Les leçons de la Guerre Mondiale, Paris, M. Giard et E. Brière, 1917.
- Le Mouvement ouvrier en Grande-Bretagne, Paris, Librairie du Parti socialiste et de l'Humanité, 1919.
- Les maîtres de la France (3 vol.), Paris, Éditions sociales internationales, 1936-1938

Les traductions et préfaces des œuvres de George Bernard Shaw par Augustin Hamon et par son épouse Henriette sont trop nombreuses pour être citées (environ 30 publications).

## Archives
En 1985, la bibliothèque (1500 ouvrages) et certaines archives (une centaine de boîtes) d'Augustin Hamon ont été déposées à la Bibliothèque Yves Le Gallo du Centre de recherche bretonne et celtique (CRBC) de l'Université de Bretagne occidentale. Cette donation comprend des documents d’archives, quelque 2 000 lettres échangées entre George Bernard Shaw et Augustin Hamon, des documents sur l’activité politique d’Augustin Hamon, ses mémoires et des collections de journaux comme La Charrue rouge.

## Notices
- Dictionnaire biographique, mouvement ouvrier, mouvement social : notice biographique.
- Dictionnaire des anarchistes, « Le Maitron » : notice biographique.
- L'Éphéméride anarchiste : notice biographique.